# 應武篤良
應武 篤良（おうたけ あつよし、1958年5月12日 - 2022年9月7日）は、広島県広島市出身のアマチュア野球選手（捕手）・監督。新聞などの活字メディアやニュースサイトでは、常用漢字で「応武 篤良」と記述されることもあった。
2005年から2010年まで早稲田大学野球部第17代監督を務めた。同大学客員教授でもある。2012年より崇徳高校硬式野球部OB会会長を務め、2018年より同校監督に就任した。
早大野球部監督として東京6大学リーグで6度の優勝に導いた。

## 来歴・人物

### 生い立ち
山中秀樹は幟町小学校の同級生で一緒に三角ベースの野球に興じた仲だった。應武が小学時に転校したが早稲田大学で再会した。

### 現役時代
久保和彦監督に率いられた崇徳高校では2年時に、同期のエース黒田真二を擁し1975年夏の甲子園県予選決勝に進むが、広島商の山村力人（東洋大－三菱重工広島）に完封負け。広島商の遊撃手は谷真一であった。この試合では代打出場にとどまる。同年の秋季中国大会から捕手として出場。決勝で岡山東商を降し、翌1976年春の選抜への出場を決める。選抜では決勝まで勝ち進み、小山高を降し初の全国制覇を果たした。夏の甲子園県予選準決勝では黒田が広島商からノーヒットノーランを達成、決勝でも浜本龍治のいた尾道商に快勝。夏の選手権では春夏連覇を期待されたが、3回戦で長崎・海星高の酒井圭一に0-1で完封を喫する。黒田以外の高校同期に山崎隆造、小川達明がおり、應武も含め計4人が同年のドラフトで指名された。
應武は近鉄から3位で指名されるが、当時はプロに入団すると、柳川事件などの影響もあり、引退後に少年野球や軟式野球を除くアマチュア野球の指導者に転身することに制約があったことから、これを拒否して早稲田大学に進学。東京六大学野球リーグでは在学中2回の優勝を経験するが、上級生に山倉和博・金森栄治・有賀佳弘がおり、なかなか出場機会に恵まれなかった。しかし4年時の1980年には正捕手となり、1年下の仁村薫、三谷志郎（プリンスホテル）らとバッテリーを組む。リーグ通算33試合出場、78打数18安打、打率.231、0本塁打、4打点。
大学卒業後の1981年には新日本製鐵広畑に入社。都市対抗などで活躍。1983年の社会人野球日本選手権では藤高俊彦、西村基史とバッテリーを組み準決勝に進むが、住友金属に敗退。同大会では優秀選手賞を獲得。卓越したリードで社会人野球界でも評判の名捕手となり、1988年ワールドカップ日本代表となる。同年のソウルオリンピック野球日本代表にも古田敦也とともに捕手として選出された。翌1989年限りで現役を引退。

### 新日鐵君津監督時代
1994年には新日鐵君津（現：日本製鉄かずさマジック）監督に就任。「短所を修正するより長所を伸ばす」指導で、新日鐵君津監督就任中には日笠雅人（中日）、松中信彦（ダイエー）、森慎二・古屋剛・野田浩輔（西武）、渡辺俊介（ロッテ）と6人の選手をプロへ送り出し、チームも都市対抗野球大会の常連となったことから、「君津中興の祖」と呼ばれた。
2000年シーズンをもって監督の座を露無博文に譲り勇退。新日本製鐵の社業に専念しつつ、2001年の第34回IBAFワールドカップ日本代表では打撃コーチに就任するほか、高校野球の解説など、常に野球と隣り合わせの日々が続いた。

### 早大監督時代
2004年秋季リーグ戦から母校早大の助監督に就任、前任の野村徹の指導を受け2005年、早大野球部第17代監督に就任。就任早々東京六大学春のリーグ戦で優勝を果たしたが、大学選手権ではベスト8止まり。2006年秋季に2度目の優勝（明治神宮野球大会大学の部準優勝）、2007年春季には完全優勝で連覇を飾り、第56回全日本大学野球選手権大会で33年ぶりの優勝を遂げ、部・そして大学の悲願である日本一を達成した。同年秋季にはチーム3度目（4連覇含む）となる3連覇で部40回目の優勝を果たし、大学創立125周年記念式典を行ったばかりの節目の年に花を添えた。続く第38回明治神宮野球大会では東京六大学勢初の“四冠”は逃したものの準優勝を収めた。2005年～2010年の12シーズンで6度のリーグ制覇と2度の日本一、早稲田大学の黄金時代を築く。
また、2005年には武内晋一（ヤクルト）、越智大祐（巨人）の2選手、2006年も宮本賢、山本一徳（ともに日本ハム）をプロ野球へ送り出すなど、選手育成の手腕を見せている。2007年は斎藤佑樹らが入学・入部し、さっそく年明けから斎藤の北京五輪代表選出を巡り、星野仙一同五輪監督との確執がマスコミを賑わした。「ケンカ應武」ともあだ名され無骨ぶりを発揮している。また斎藤に対して1年の頃から不規則なローテで登板させた事によって斎藤を潰した疑いもかけられている。
采配では投手陣を中心とした「守りの野球」を標榜している。攻撃面では選手層の豊富さが目立つものの、好機を着実に生かす試合運びのうまさを感じさせる。
2007年春季リーグ開幕戦に新入生の斎藤を先発起用するなど、選手起用には学年や実績へこだわりすぎない柔軟さや意外性を見せる一方で、ミスを犯した選手は容赦なくスタメンから外すなどの厳しさも持ち合わせている（しかし、挽回のチャンスはまんべんなく与えている）。捕手出身者として高校時代にプロも注目していた細山田武史の育成にも力を入れた。
2007年秋季リーグの早慶1回戦では、球審の判定を批判した上、報道陣の選手への取材も拒否した。これについては各大学野球部OBから批判が続出したが、謝罪文を提出したことで決着した。
2010年の第41回明治神宮野球大会大学の部で優勝を最後に監督を退任。後任には岡村猛が就任した。翌年から新日鐵住金での社業に専念しつつ、大学・社会人野球のテレビ中継に野球解説者として出演することがあった。

### 崇徳高監督時代
2012年より崇徳高校硬式野球部OB会の会長に就任、副会長は同校野球部の同級生の山崎隆造である。

2018年7月30日に8月1日付で崇徳高校硬式野球部監督に就任。

2022年7月より病気療養のため総監督に退き、崇徳高校の後輩で、野球部長を務めていた前監督の藤本誠が復帰した。
2022年9月7日に死去。

## 著書
- 『斎藤佑樹と歩んだ1406日』（2011年2月、ベースボール・マガジン社）ISBN 978-4583103280
- 『早稲田野球の魂 斎藤・福井・大石に受け継がれた一球への想い』（2011年2月19日、PHP研究所）ISBN 978-4569795881

### 監修
- 『1番になれるバッティング上達テクニック』（2007年11月20日、成美堂出版）ISBN 978-4415300818
- 『1番になれるピッチング上達テクニック』（2007年11月20日、成美堂出版）ISBN 978-4415300825